# نظارة طبية

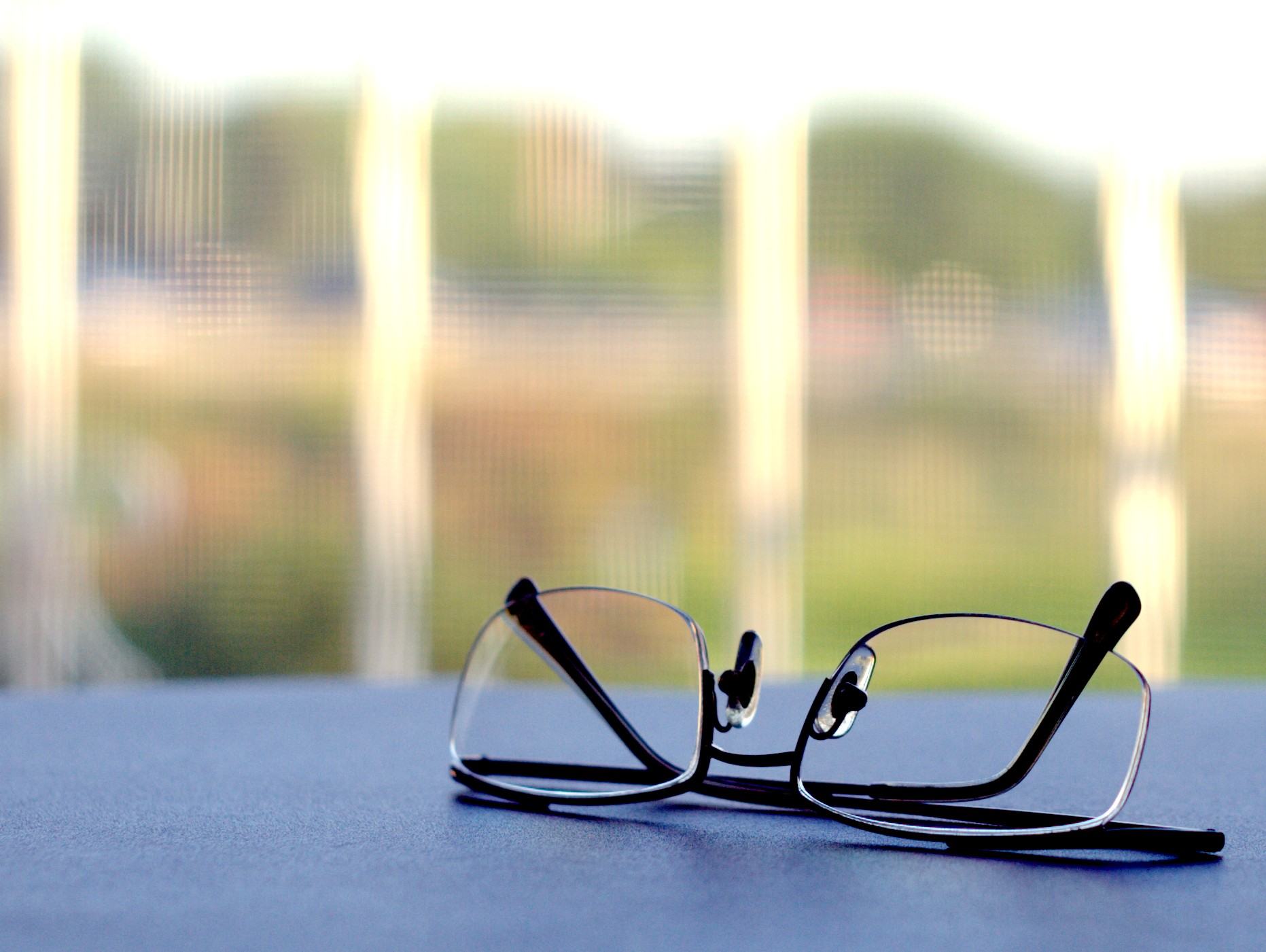
زوج نموذجي من نظارات الرؤية الواحدة

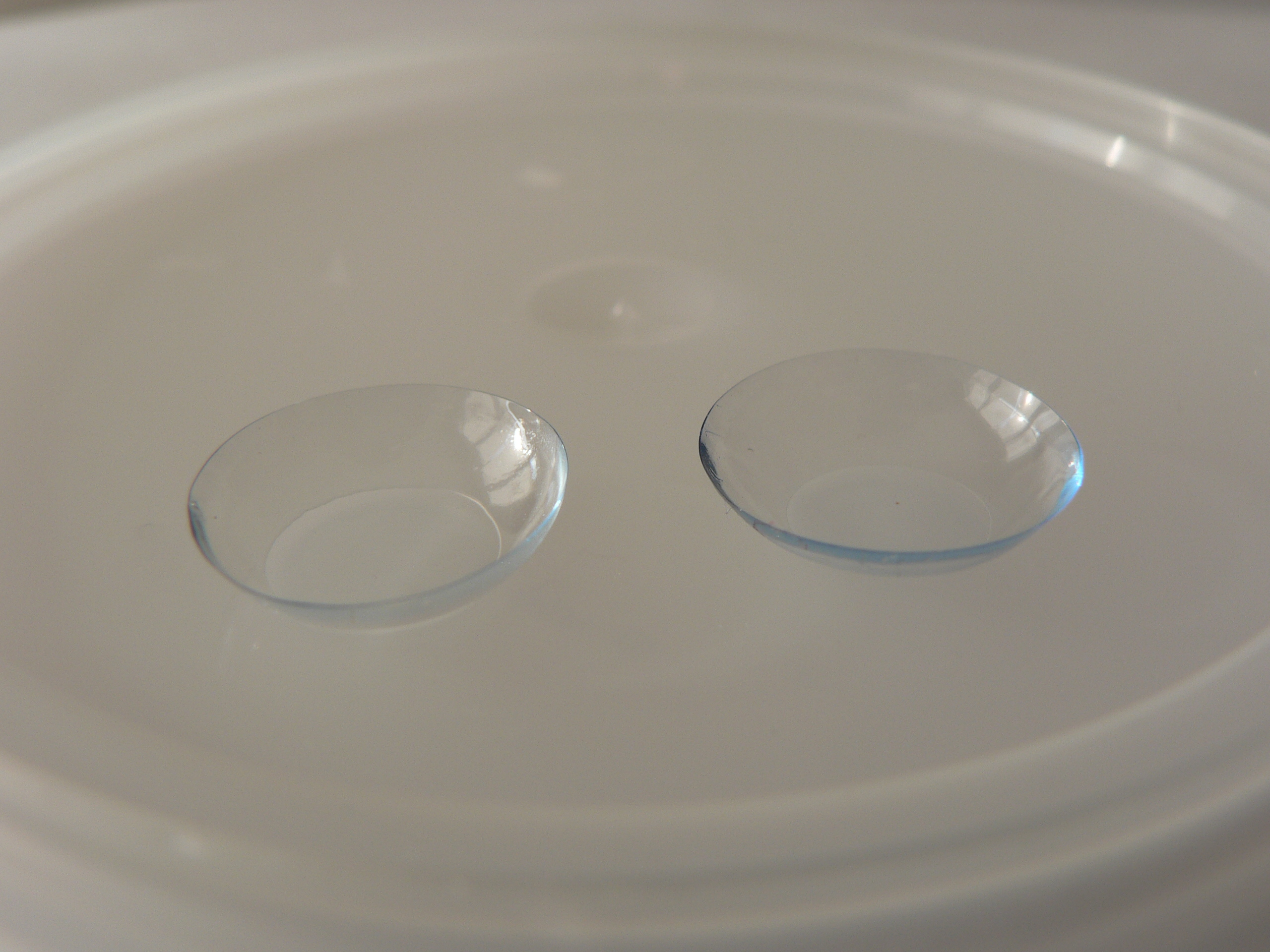
زوج من العدسات اللاصقة

النظارة الطبية وسيلة لإصلاح مشاكل الإبصار في العين مثل مد البصر أو الحسر (قصر النظر) أو اللابؤرية (Astigmatism)، وتستعمل أيضا لعلاج بعض حالات الحول أو بعد جراحات الساد (المياه البيضاء).
العدسات المفضلة للنظارة الطبية هي العدسة الشفافة، ولكن قد ينصح باستخدام العدسات الملونة في حالات أمراض حساسية العين أو عند زيادة حساسية العين للضوء.
أفضل طريقة للعناية بالنظارة الطبية هي غسيل النظارة بالماء الدافئ والصابون أو أي سائل منظف ثم شطفها بالماء وبعدها تنشف برفق بمادة قماش قطنية، ويفضل عدم مسحها بقطعة القماش وهي جافة بل ترطيب العدسة لأن مسحها وهي جافة قد يسبب خدوشا في العدسة.

## مواد العدسات
تصنع العدسات من المواد الزجاجية أو من المواد اللدنة (بلاستك)، ولعل أهم المواد هي:

### الزجاج
أصبح استخدام الزجاج في صناعة العدسات أقل شيوعاً بسبب الوزن وبسبب مخاطر الكسر لأن الزجاج مادة سهلة الكسر.

### البلاستيك
تعدّ العدسات البلاستيكية هي الأكثر شيوعاً حاليا نظراً لمقاومتها الصدمات، وانخفاض وزنها وسهولة إنتاجها، ولكنها لا تقاوم الخدوش، ومقاومة الخدش العيب الوحيد الذي يسعى منتجوا هذا النوع من العدسات لتلافيهِ.

## أنواع العدسات
يوجد أنواع للعدسات المستخدمة في النظارات الشمسية والطبية على حد سواء وهي:
عدسات الزجاج وتكون ثقيلة الوزن وقابلة للكسر ولكنها مقاومة للخدش وتعطي وضوح أكبر.
عدسات البلاستيك خفيفة الوزن وصعبة الكسر وعيبها إنها غير مقاومة للخدش وهي من أكثر الأنواع انتشاراً.

### عدسات متعددة الكربونات Polycarbonate lenses
نوع من أنواع عدسات النظارات البلاستيك المصنوعة من الكربونات المتعددة، ذات مقاومة عالية، وتتميز هذه العدسات بمتانتها (مقاوتها للكسر)، وتشكل خيارا جيدا للأشخاص الذين يشاركون بانتظام في الأنشطة الرياضية، والعمل في بيئة عمل يعرض نظاراتهم الطبية لخدش أو كسر بسهولة، وتعدّ خيار جيد للأطفال الذين يقعون بسهولة مما يعرض النظارات الخاصة بهم للكسر، وتوفر هذه العدسات حماية من الأشعة فوق البنفسجية.

### عدسات تري فكس Trivexlenses
نوع من أنواع عدسات النظارات المصنوعة من مادة البلاستيك الحديث ذات خصائص مماثلة للعدسات المصنوعة من الكربونات المتعددة، وتتميز بأنها خفيفة الوزن ورقيقة السمك، وذات مقاومة عالية، ويمكن أن تؤدي إلى تصحيح الرؤية بشكل أفضل من العدسات المصنوعة من الكربونات المتعددة عند بعض الناس.

### عدسات لا كروية Aspheric lenses
هذه العدسات تختلف عن العدسات التقليدية التي تكون كروية الشكل، فتتميز هذه العدسات بشكل شبه كروي من حيث الرؤية، وتصنع من اختلاف درجات الأنحناء فوق سطحها، مما يسمح ذلك لمادة العدسة بأن تكون أرق وأكثر انبساطا من العدسات الأخرى.

### العدسة المتلونة بالضوء Photochromic lens
تصنع هذه العدسات إما من مادة الزجاج أو البلاستيك، وهذه العدسات يتغير لونها إلى اللون الداكن عند التعرض لتوهج أشعة الشمس (الأشعة الفوق بنفسجية)، وهذا يلغي الحاجة إلى النظارات الشمسية، وقد لا تتحول هذه العدسات إلى اللون الداكن في داخل المركبة أو السيارة لأن الزجاج الأمامي قد يمنع مرور الأشعة فوق البنفسجية من الشمس.

### العدسات الشمسية المستقطبة Polarized sunglasses
وتكون مصنوعة من عدسات مستقطبة تتميز بتخفيف انعكاس الضوء على الأسطح بدرجة كبيرة، فالضوء المنعكس من الماء أو من أي سطح مستو يسبب وهجاً غير مرغوب فيهِ، وتخفض العدسات المستقطبة هذا التوهج، لذا تكون مفيدة للاعبي الألعاب الرياضية، وسائقي المركبات.